# San Francisco (Monagas)
Pour les articles homonymes, voir San Francisco.
San Francisco, dite également El Rincón, littéralement « le coin » ou « recoin » ou El Rincón de San Antonio de par sa proximité avec San Antonio de Maturín, est la capitale de la paroisse civile de San Francisco de la municipalité d'Acosta dans l'État de Monagas au Venezuela.

## Géographie
Située sur la rive septentrionale du río Cocollar à la limite méridionale de la paroisse civile de San Francisco, la ville est reliée par la route L-1 à San Antonio de Maturín, chef-lieu de la municipalité et capitale de l'autre subdivision de cette dernière Capitale Acosta et aux autres localités qui composent la paroisse, El Banqueado, Triste, Campo Allegre, Río Cocollar et Tropezón.